# Palazzo Nardella
Palazzo Nardella è un'architettura civile settecentesca di Cerreto Sannita sita in Piazza Roma. 
L'edificio venne edificato subito dopo il terremoto del 5 giugno 1688 dal dottor Melchiorre Nardella, figlio del notaio Muzio. 
Il palazzo è caratterizzato dai singolari monogrammi in tufo grigio che corrono lungo tutto il cornicione della parte della facciata salvatasi alle ristrutturazioni degli anni settanta. Anche presso questo edificio si sono tenute alcune riprese cinematografiche negli anni cinquanta. Si è qui svolta anche una scena del film Maddalena, girato a Cerreto Sannita.

## Descrizione
Il palazzo, oggi di proprietà delle famiglie Foschini/Del Vecchio e Turriccio è stato radicalmente ristrutturato negli anni 1970 perdendo così la sua fisionomia originaria. 
Il portale in pietra è l'unico elemento superstite assieme ad alcuni monogrammi in tufo grigio che si alternano sotto il cornicione della facciata prospiciente Corso Umberto I e Piazza Roma
I monogrammi furono eseguiti nel 1723 da Cesare Nardella e contengono ciascuno, intrecciate, le lettere "A", "E" e "C" che stanno per Aurelia, Emilia e Cesare, tutti figli del dottore Melchiorre.